# رامبرانت (فیلم ۱۹۳۶)
«امبرانت (انگلیسی: Rembrandt) فیلمی در ژانر زندگینامه‌ای به کارگردانی الکساندر کوردا است که در سال ۱۹۳۶ منتشر شد. از بازیگران آن می‌توان به ماریوس گورینگ، چارلز لوتن، گرترود لارنس، السا لنچستر، آستین تِـرِور و ادوارد چاپمن اشاره کرد.